# Bullock (motorfiets)
Bullock is een historisch Australisch merk van fietsen en motorfietsen.
Bullock Cycle Works in Adelaide was een Australische fietsenfabriek, in 1896 opgericht door John Bullock, die in Australië beroemd was vanwege zijn goede renfietsen. Er werden echter een tijdlang (tussen 1912 en 1919) motorfietsen gebouwd met Precision-motoren.